# Robotplæneklipper
En robotplæneklipper er en autonom robot anvendt til at slå græsplæner.  En typisk robotplæneklipper forudsætter at brugeren afmærker plænegrænsen, som skal slås, hele vejen rundt med en elektrisk ledning.  Robotten anvender denne ledning til at genkende plænegrænsen og i nogle situationer til at lokalisere en ladestation. Robotplæneklippere er i stand til at slå op til 20.000 m² græs.
I 2012 steg salget af robotplæneklippere 15 gange mere end almindelig plæneklippersalg steg. Men på trods af det er robotplæneklippere stadig en niche.